# Haplocyclops correctus
Haplocyclops correctus – gatunek widłonoga z rodziny Cyclopidae.

## Systematyka
Gatunek ten po raz pierwszy opisał w 1955 roku niemiecki zoolog Friedrich Kiefer, nadając mu nazwę Haplocyclops pauliani. Jako miejsce typowe wskazał piasek nad brzegiem rzeki Sisaony na Madagaskarze. Później autor ten uznał jednak, że Haplocyclops należy traktować nie jako osobny rodzaj, ale podrodzaj rodzaju Bryocyclops. W tej sytuacji nazwa gatunku opisanego przez Kiefera stałaby się młodszym homonimem nazwy gatunku Bryocyclops pauliani opisanego przez szwedzkiego zoologa Lindberga w 1954 roku. Aby tego uniknąć, Kiefer w 1960 roku nadał swemu gatunkowi nową nazwę: Bryocyclops (Haplocyclops) correctus. Po tym jak przywrócono Haplocyclops rangę rodzaju, gatunek nosi nazwę Haplocyclops correctus. Niektórzy współcześni autorzy nadal jednak stosują starą nazwę Haplocyclops pauliani.